# 普通学校
普通学校（ふつうがっこう）は教育機関における名称。
- 日本における一般的な小学校・中学校を指す区分名称。特別支援学校と対比する際、便宜的に呼称されることが多い。
- 日本統治時代の朝鮮における初等教育機関の一つ。本項にて述べる。

普通学校（ふつうがっこう）は、1906年（明治39年、光武10年）から1938年（昭和13年）まで朝鮮半島に置かれた、朝鮮人を対象とした初等教育機関。大韓帝国末期に制度が定められ、日韓併合後も朝鮮教育令に引き継がれた。普通学校は同令（第一次）第8条にて、「児童ニ国民教育ノ基礎タル普通教育ヲ為ス所ニシテ身体ノ発達ニ留意シ国語ヲ教ヘ徳育ヲ施シ国民タルノ性格ヲ養成シ其ノ生活ニ必須ナル知識技能ヲ授ク」と規定された。
在朝日本人（いわゆる内地人）の児童を対象とした初等教育機関が、小学校令に基づき内地に準じた小学校だったのに対し、普通学校は朝鮮人児童を対象としていた。ただし、1938年の朝鮮教育令改定によって普通学校も小学校令に依拠した小学校に改組され、更に1941年には国民学校令の制定により国民学校へ変じていった。
なお、普通学校を卒業した朝鮮人生徒を受け入れた中等教育機関としては、男子対象の高等普通学校と女子対象の女子高等普通学校が設置されており、それぞれ内地人の通う中学校と高等女学校に対応するものであった。1938年には、高等普通学校・女子高等普通学校も普通学校と同様に、中学校令による中学校、高等女学校令による高等女学校に改められた。
高等普通学校は全国中等学校野球大会への参加資格もあり、徽文高等普通学校が鳴尾球場で行われた全国大会に出場したこともあった。